# Brissogne
Brissogne (pron. fr. AFI: [bʁisɔɲ] , Brèissogne in patois valdostano) è un comune italiano sparso di 969 abitanti della Valle d'Aosta.

## Geografia fisica

### Territorio
Sulle sponde del lago Les Laures (Lac d'en bas des Laures) si trova il bivacco Ernesto Ménabreaz.
- Classificazione sismica: zona 4 (sismicità molto bassa)[6]

### Clima
Il clima di Brissogne è fortemente influenzato dalla sua posizione all'interno della valle. Trovandosi all'envers, il comune si caratterizza per la quasi totale assenza del sole nel corso dei mesi invernali. Di conseguenza questa stagione è fredda e generalmente nevosa. Nonostante ciò, alcune giornate possono essere particolarmente miti a causa del favonio. Le estati sono generalmente calde, ma ventilate. Le precipitazioni, come nel resto della valle centrale, non sono molto abbondanti e sono concentrate in primavera e autunno.

## Storia

### Simboli
Lo stemma e il gonfalone sono stati concessi con decreto del presidente della Repubblica del 2 maggio 1996.
Lo stemma ricorda il blasone della famiglia De Montagny (palato d'oro e di rosso; al capo d'argento), originari del Pays de Vaud, nell'attuale Svizzera, che furono signori del luogo dal 1405, quando Thibaut de Montagny fu investito della giurisdizione su Brissogne dal conte Amedeo VIII di Savoia, fino a circa il 1500 quando la famiglia si estinse.
Il gonfalone è un drappo troncato di rosso e di bianco.

## Monumenti e luoghi d'interesse
- Il "PalaFent", sede della FENT (la Fédérachòn Esports de Nohtra Téra) per gli sport popolari valdostani,
- La Riserva naturale Les Îles, istituita nel 1995 a protezione di una delle poche zone umide rimaste ai margini della Dora
- I ruderi del castello di Brissogne.

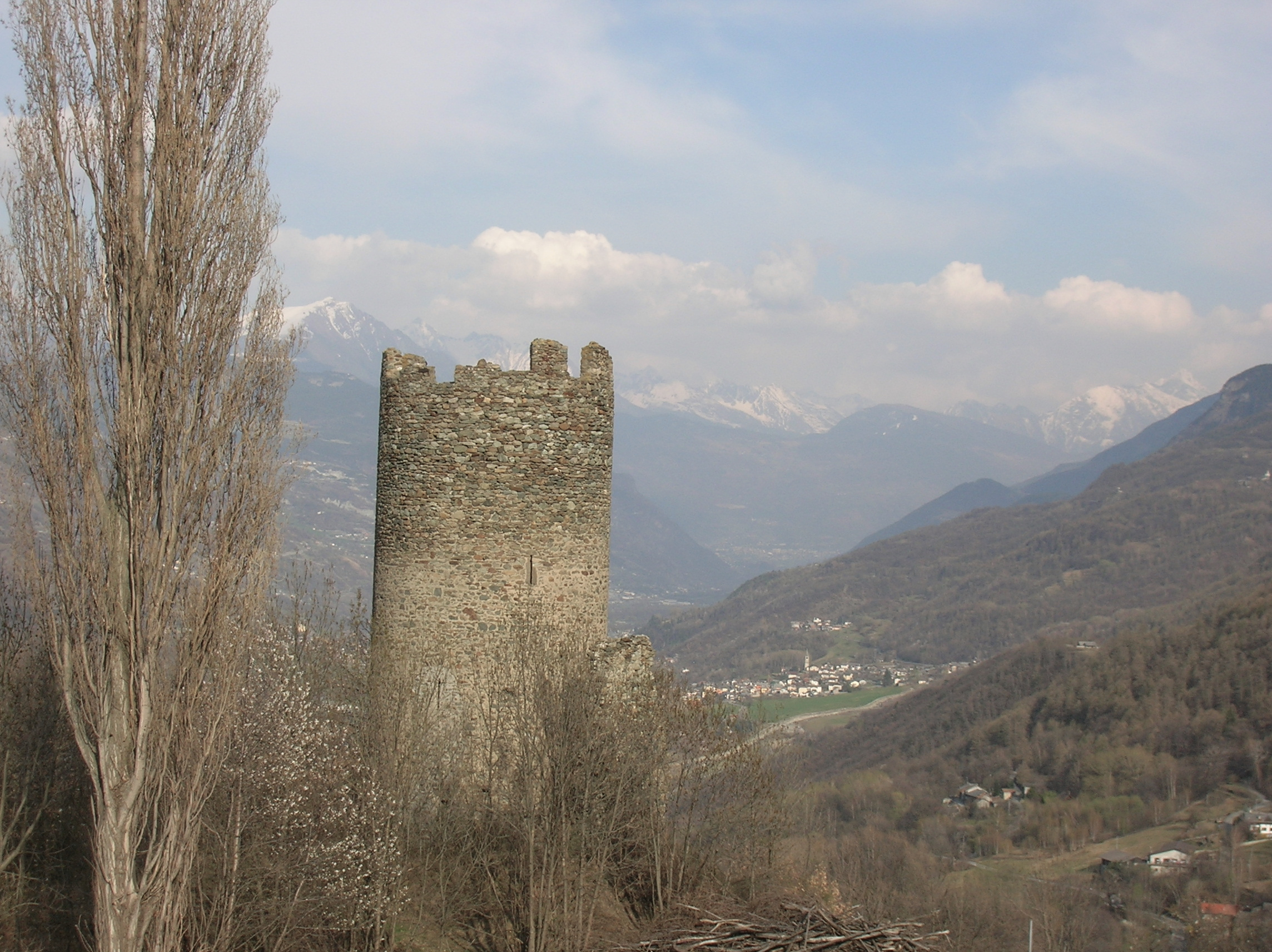
Il castello di Brissogne
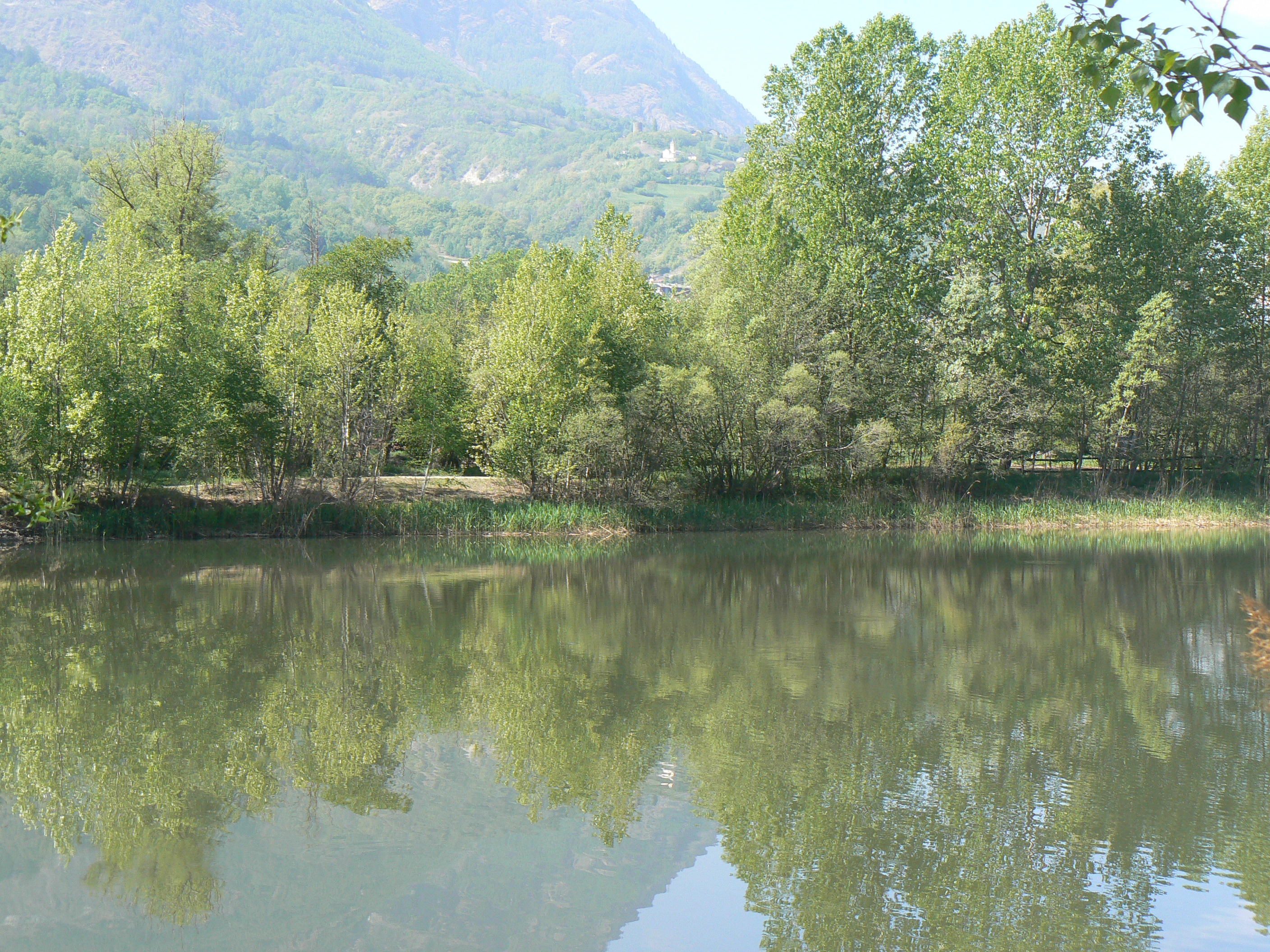
La zona umida di Les Îles
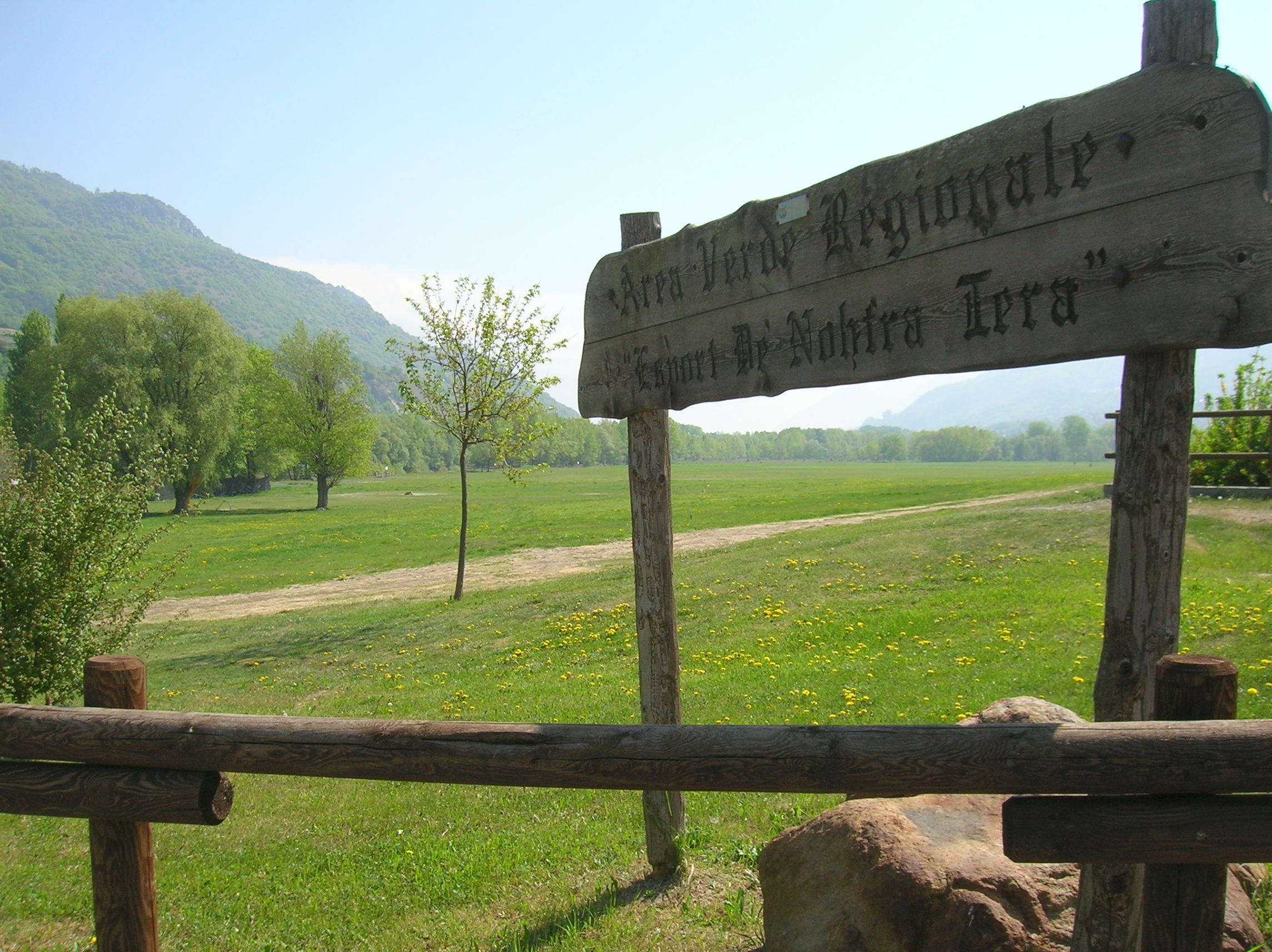
L'area regionale degli "Esports de nohtra téra"
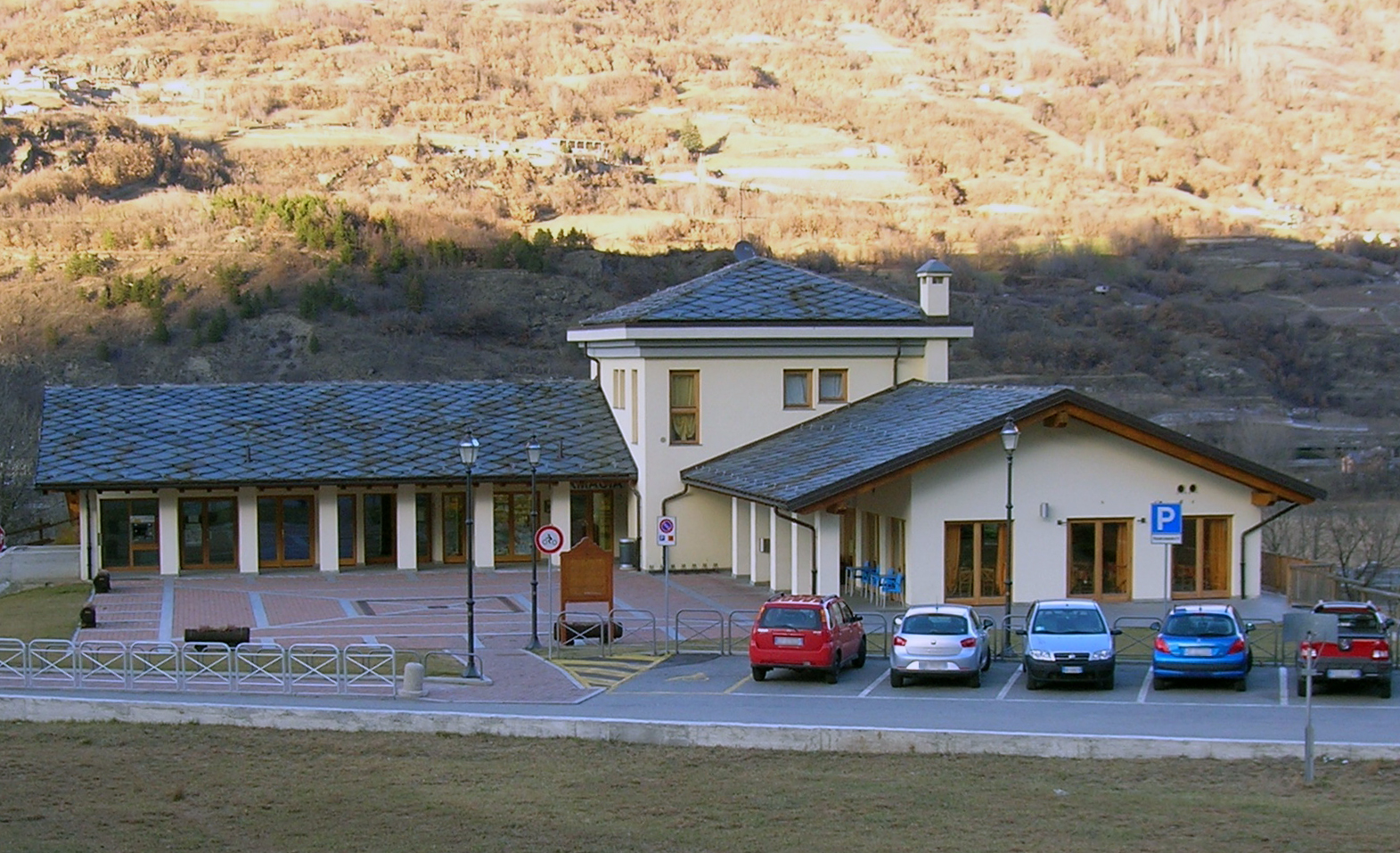
Il centro polivalente di Pâcou: nella struttura ha sede anche la biblioteca comunale.
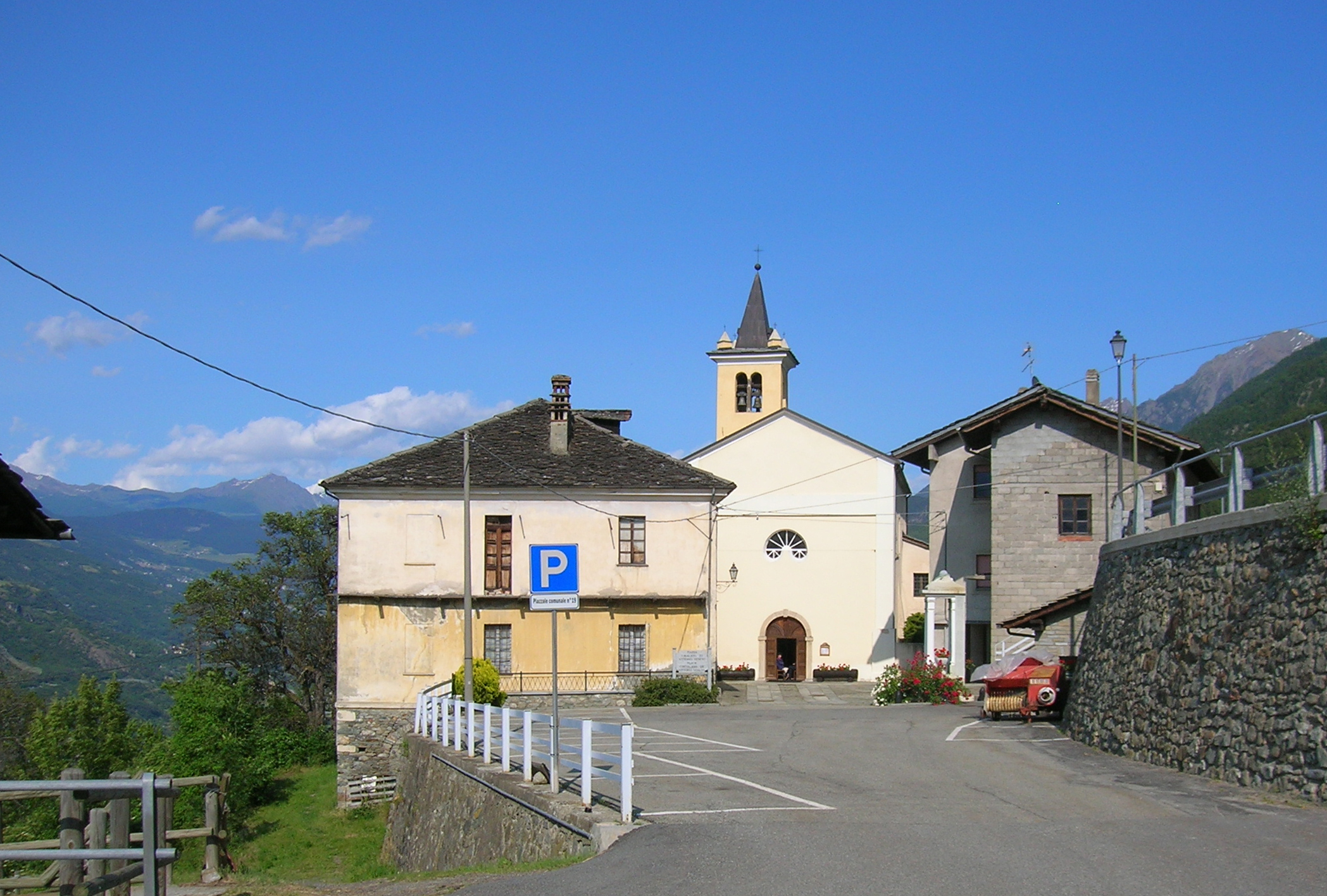
La chiesa parrocchiale di Santa Caterina a Primaz

## Società

### Evoluzione demografica
Abitanti censiti

## Cultura
In località Pâcou 3 ha sede la biblioteca comunale.

### Eventi
- Fëta de l'Oumbra - Situato all'envers, Brissogne è caratterizzato da un periodo invernale di totale ombra che può variare da qualche giorno a qualche mese, a seconda della parte del territorio presa in considerazione. Questo periodo, festeggiato durante il mese di agosto, dà il nome anche al principale evento comunale.

## Economia
L'economia di Brissogne è fortemente influenzata dalla presenza della vicina Aosta, configurandosi come ancillare a quella della città. Sul territorio comunale sono presenti la casa circondariale di Aosta, in località Les Îles, e la discarica regionale, in località L'Île blonde. Entrambi i toponimi si riferiscono alle caratteristiche alluvionali della parte bassa del comune di Brissogne. Secondo Joseph-Marie Henry, infatti, il toponimo île (francese per "isola") deriva dal latino insula ed è largamente attestato in Valle d'Aosta, sia nella forma in patois Lillaz, che in francese. A differenza del senso proprio in italiano o francese, ila o lila (con contrazione dell'articolo determinativo, come per la città di Lilla) non indica un'isola, bensì un terreno situato in riva a un torrente e soggetto quindi per sua natura a frequenti inondazioni o erosioni d'acqua.

## Amministrazione

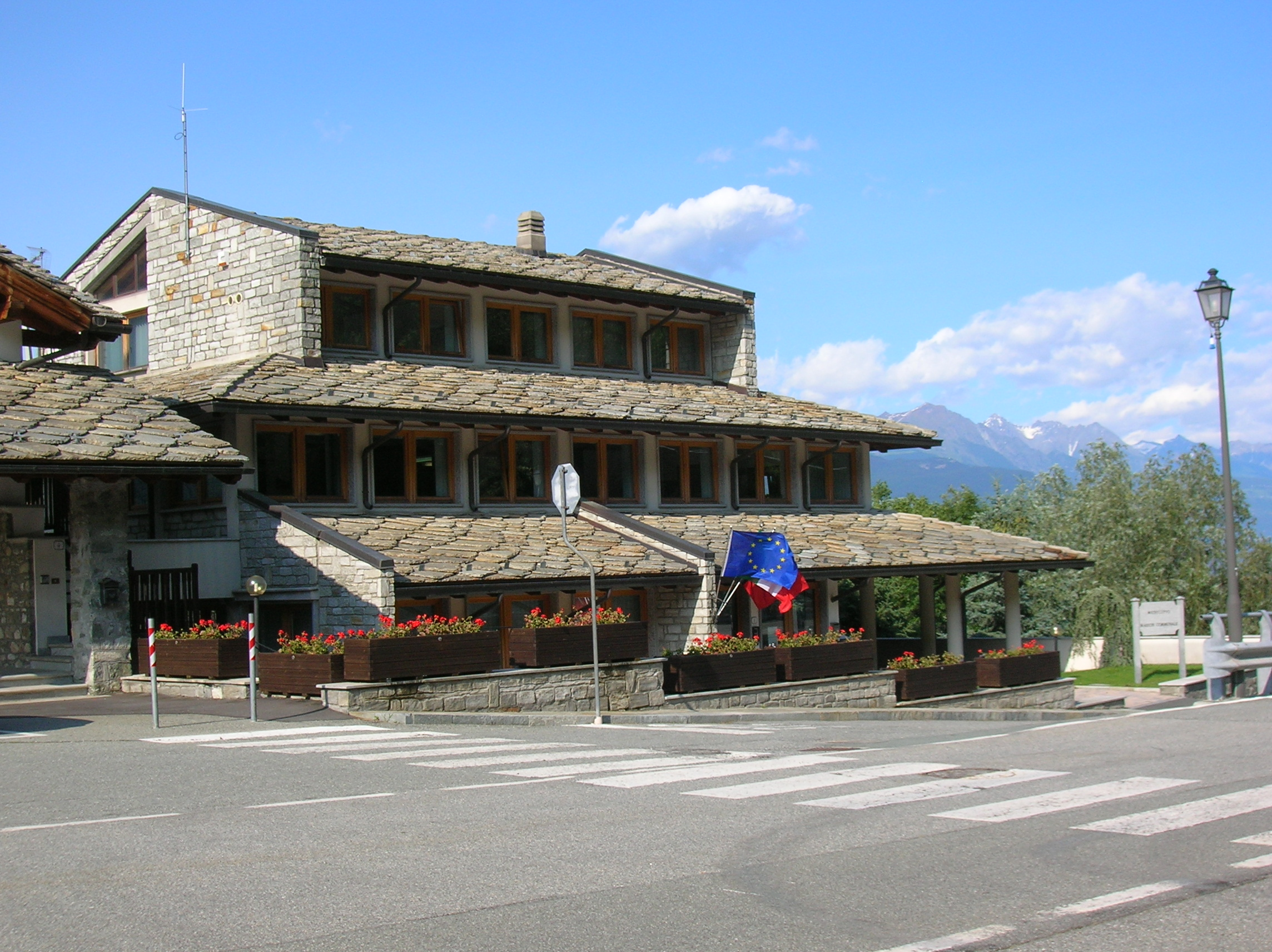
Il municipio a Primaz.

Fa parte dell'Unité des Communes valdôtaines Mont-Émilius.
Di seguito è presentata una tabella relativa alle amministrazioni che si sono succedute in questo comune.
| Periodo        | Periodo        | Primo cittadino | Partito                    | Carica  | Note   |
| -------------- | -------------- | --------------- | -------------------------- | ------- | ------ |
| 3 giugno 1985  | 28 maggio 1990 | Pierino Bionaz  | Partito Comunista Italiano | Sindaco | [ 10 ] |
| 28 maggio 1990 | 29 maggio 1995 | Pierino Bionaz  | -                          | Sindaco | [ 10 ] |
| 29 maggio 1995 | 8 maggio 2000  | Italo Cerise    | Union Valdôtaine           | Sindaco | [ 10 ] |
| 8 maggio 2000  | 9 maggio 2005  | Italo Cerise    | lista civica               | Sindaco | [ 10 ] |
| 9 maggio 2005  | 24 maggio 2010 | Italo Cerise    | lista civica               | Sindaco | [ 10 ] |
| 24 maggio 2010 | 11 maggio 2015 | Bruno Ménabréaz | lista civica               | Sindaco | [ 10 ] |
| 11 maggio 2015 | in carica      | Bruno Ménabréaz | lista civica               | Sindaco | [ 10 ] |

## Sport
In questo comune si gioca sia a palet che a tsan, caratteristici sport tradizionali valdostani. La sezione locale di tsan è detta "Brisma" e rappresenta i comuni di Brissogne e Saint-Marcel.